# Kraljevina Grčija
Kraljevina Grčija (grško Βασίλειον τῆς Ἑλλάδος, Vasílion tis Elládos) je bila monarhija, ustanovljena leta 1832 na podlagi sklepov velikih sil (Združenega kraljestva, Francije in Ruskega cesarstva) na Londonski konferenci 1832. Mednarodno priznanje je dobila na podlagi Pogodbe iz Konstantinopla 1832, s katerim je bila potrjena njena popolna neodvisnost od Osmanskega cesarstva. Tako je Kraljevina Grčija postala prva popolnoma neodvisna država Grkov od padca Bizantinskega cesarstva pod Osmansko cesarstvo sredi 15. st. Kraljevina Grčija je bila pravna naslednica začasne grške vlade, osnovane v grški vojni za neodvisnost, in je obstajala vse do leta 1924, ko je bila ukinjena monarhija in namesto nje ustanovljena Druga grška republika. Kraljevina Grčija je bila obnovljena 1935 in je trajala vse do 1974, ko jo je ukinila vojaška hunta.

## Ustanovitev kraljevine, kralj Oton I. Wittelsbaški
Grki so začeli vstajo proti Osmanskemu cesarstvu leta 1821 in je trajala vse do 1829. Od leta 1828 jo je vodila začasna vlada na čelu z grofom Ioannisom Kapodistriasom, a je po njegovi smrti leta 1831 država potonila v državljansko vojno. Tedanje velike sile, posebej Velika Britanija, ki se je bala prevelikega ruskega vpliva na grške vstajnike, so leta 1832 organizirale Londonsko konferenco, na kateri sta poleg Velike Britanije sodelovali še Francija in Rusija. Ustanovljena je bila Kraljevina Grčija ter odločeno, da se grški prestol dodeli 17-letnemu bavarskemu princu Otonu Wittelsbaškemu (grkov ni nihče nič vprašal). Oton je bil še mladoleten, ko je prišel v Grčijo, zato je vse do leta 1835 namesto njega vladal regentski svet. Tega leta se je začela absolutistična vladavina kralja Otona I., v bistvu kopija dunajskega dvora. Kralj je vladal ob dvornem svetu, ki mu je načeloval najpogosteje kakšen Bavarec, ki ga je osebno izbral. Bila pa so tudi obdobja, ko je bil sam tudi predsednik sveta.

## Narodni upor 3. septembra 1843
Javno nezadovoljstvo zaradi vladanja kralja Otona I. in njegove bavarokracije je doseglo točko vrenja leta 1843, ko je večina prebivalstva zahtevala sprejetje ustave in preoblikovanje države v ustavno monarhijo. Od začetka je kralj Oton I. to strogo zavračal, a je po odhodu nemške vojske iz Grčije takoj izbruhnil vojaški udar, ki so ga začele pehotne enote grške vojske 3. septembra 1843 pod vodstvom polkovnika Dimitriosa Kalergisa in kapetana Janisa Makrijanisa. Svoje vojake sta pripeljala na trg pred kraljevo palačo v Atenah in ljudstvo se jim je pridružilo. Vstajniki so zahtevali ustavo in ustanovitev narodne skupščine z grškimi predstavniki in sklenili, da se ne bodo razšli, dokler kralj ne izpolni njihovih zahtev in se javno zahvali vstajnikom. Na koncu je kralj Oton I. popustil pritisku in pristal na njihove zahteve.

## Kralji iz dinastije Glücksburg
Ko je bil leta 1862 kralj Oton I. vržen s prestola, je bil za kralja izbran 17-letni danski princ Viljem, ki je bil znan kot Jurij I. Vladal je polnih 50 let. Njegove vladavine se spominjajo po širjenju meja Grčije (po ustoličenju je Britanija Grčiji odstopila Jonske otoke), država je gospodarsko napredovala, sprejeto je bilo tudi načelo, da mandat za sestav vlade dobi tisti politik, katerega stranka je dobila največ glasov na volitvah, in ne minister, ki je ljubljenec kralja. Kralj Jurij I. je bil zelo politično aktiven, čeprav z manj vladarskimi pooblastili. Ubit je bil v atentatu leta 1913 v Solunu.
Kralja Jurija I. je nasledil njegov sin kralj Konstantin I., ki se je izkazal tudi kot vojskovodja. V drugi balkanski vojni 1913 se je med njegovim vladanjem Grčiji uspelo ozemeljsko razširiti. Šolan je bil v Nemčiji, poročil se je s hčerjo nemškega cesarja Friderika III., princeso Sofijo. Bil je naklonjen Nemčiji, medtem ko je bil predsednik vlade Elevterios Venizelos odkrito na strani Britancev in antante. Kralj je germanofilski vtis dodatno utrdil s tem, da je naredil vse, da bi Grčija ostala nevtralna v prvi svetovni vojni. Sile antante so podpirale predsednika vlade Elevteriosa Venizelosa, kar je pripeljalo do obdobja, znanega kot nacionalni razkol, v katerem sta delovali dve vzporedni vladi, ena v Atenah in druga v Solunu. Na koncu se je tudi Grčija pridružila silam antante in kralj Konstantin I. je bil prisiljen abdicirati v korist svojega sina  Aleksandra I. leta 1917. Po koncu prve svetovne vojne je bila Grčija nagrajena za svoje sodelovanje v vojni z ozemlji v Mali Aziji (pri Smirni). Kralj Aleksander I. je umrl leta 1920, potem ko ga je ugriznila opica, njegova hišna ljubljenka. Na prestol se je vrnil njegov oče. Po katastrofi in porazu v grško-turški vojni je bil kralj Konstantin I. ponovno odstavljen po vojaškem udaru generala Plastirasa leta 1922. Odšel je v izgnanstvo na Sicilijo, kjer je tudi umrl.
Kralja Konstantina I. je na prestolu nasledil njegov najstarejši sin, kralj Jurij II., ki je državo zapustil leta 1924, po razglasitvi Druge grške republike. Po vojaškem udaru leta 1935, na čelu katerega je bil general Georgios Kondilis, je bila ukinjena republika, ter izveden referendum za obnovo monarhije. Grki so se izrekli za kraljevino, Jurij II. se je vrnil v državo ter aktivno podpiral diktatorski režim generala Metaksasa. Po nemški zasedbi Grčije leta 1941 je kralj z vlado pobegnil v Egipt, ki so ga obvladovali Britanci. Vrnil se je šele leta 1946 in vladal vse do svoje smrti leta 1947.
Kralja Jurija II. je na prestolu nasledil njegov najstarejši brat Pavle, ki je kot Pavlos I. vladal od leta 1947 do svoje smrti leta 1964. Njegov sin je postal  kralj Konstantin II., ki je vladal, dokler ni bil izgnan iz države po svojem neuspelem nasprotnem udaru proti vojaški hunti decembra leta 1967. Namesto izgnanega kralja je hunta najprej imenovala regenta in skrbno organizirala plebiscit o prihodnosti monarhije leta 1973, na katerem je bila večina za ukinitev monarhije.
Tudi po koncu vladavine vojaške hunte leta 1974 se kralj Konstantin II. ni vrnil na prestol, ampak je bilo vprašanje vrnitve monarhije ponovno postavljeno na plebiscitu decembra 1974. 69 odstotkov Grkov je glasovalo za dokončno ukinitev monarhije.

## Seznam grških kraljev
- Oton I.: od  6. februarja 1833 do 23. novembra 1862
- Jurij I.: od 30. marca 1863 do 18. marca 1913
- Konstantin I.: od 18. marca 1913 do 11. junija 1917 ter od 19. novembra 1920 do 27. septembra 1922
- Aleksander I.: od 11. junija 1917 do 25. novembra 1920
- Jurij II.: od 27. septembra 1922 do 25. marca 1924 in od 3. novembra 1935 do 1. aprila 1947
- Pavlos I. : od 1. aprila 1947 do 6. marca 1964
- Konstantin II.: od 6. marca 1964 do 1. junija 1973

## Naslov prestolonaslednika
Večino časa kraljevine je imel prestolonaslednik  grški naslov diadoh, podobno kot francoski dofen. Med vladavino dinastije Glücksburg je imel prestolonaslednik naslov vojvoda Šparte.